# Historische Wurstkuchl

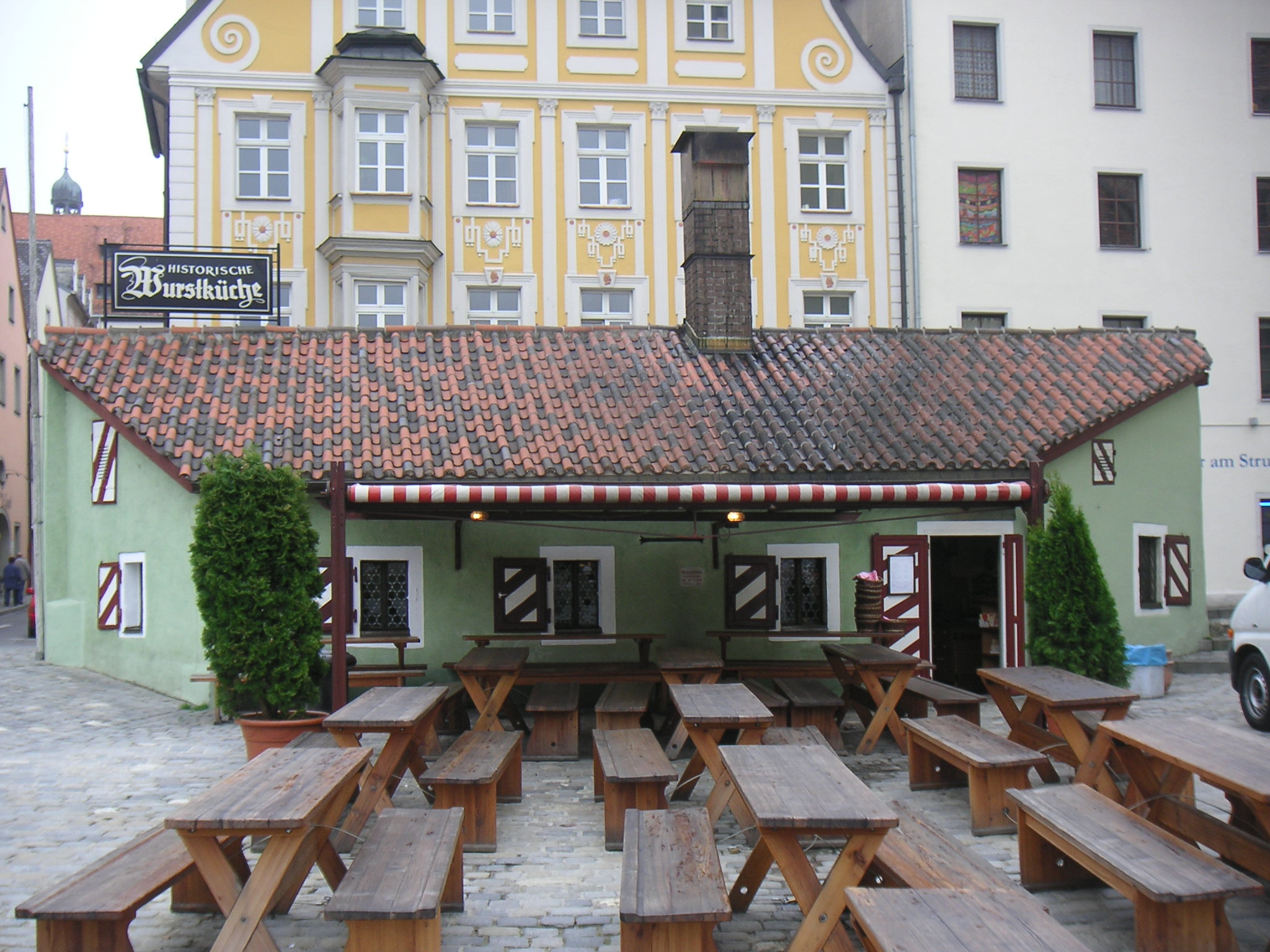
Wurstkuchelplatz auf der Donaulände

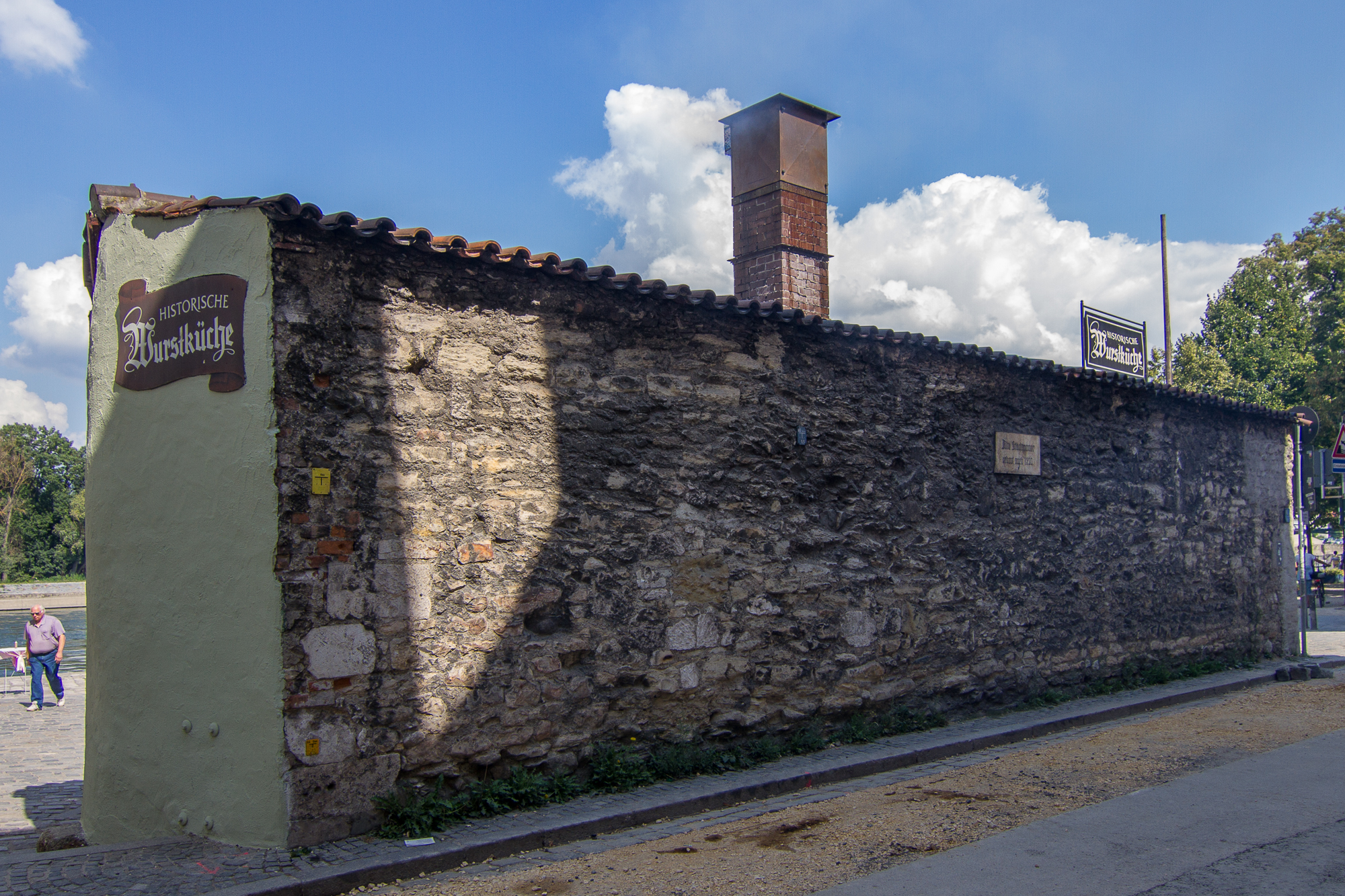
Südliche Außenwand der Wurstkuchel, Reste der ehemaligen Stadtmauer

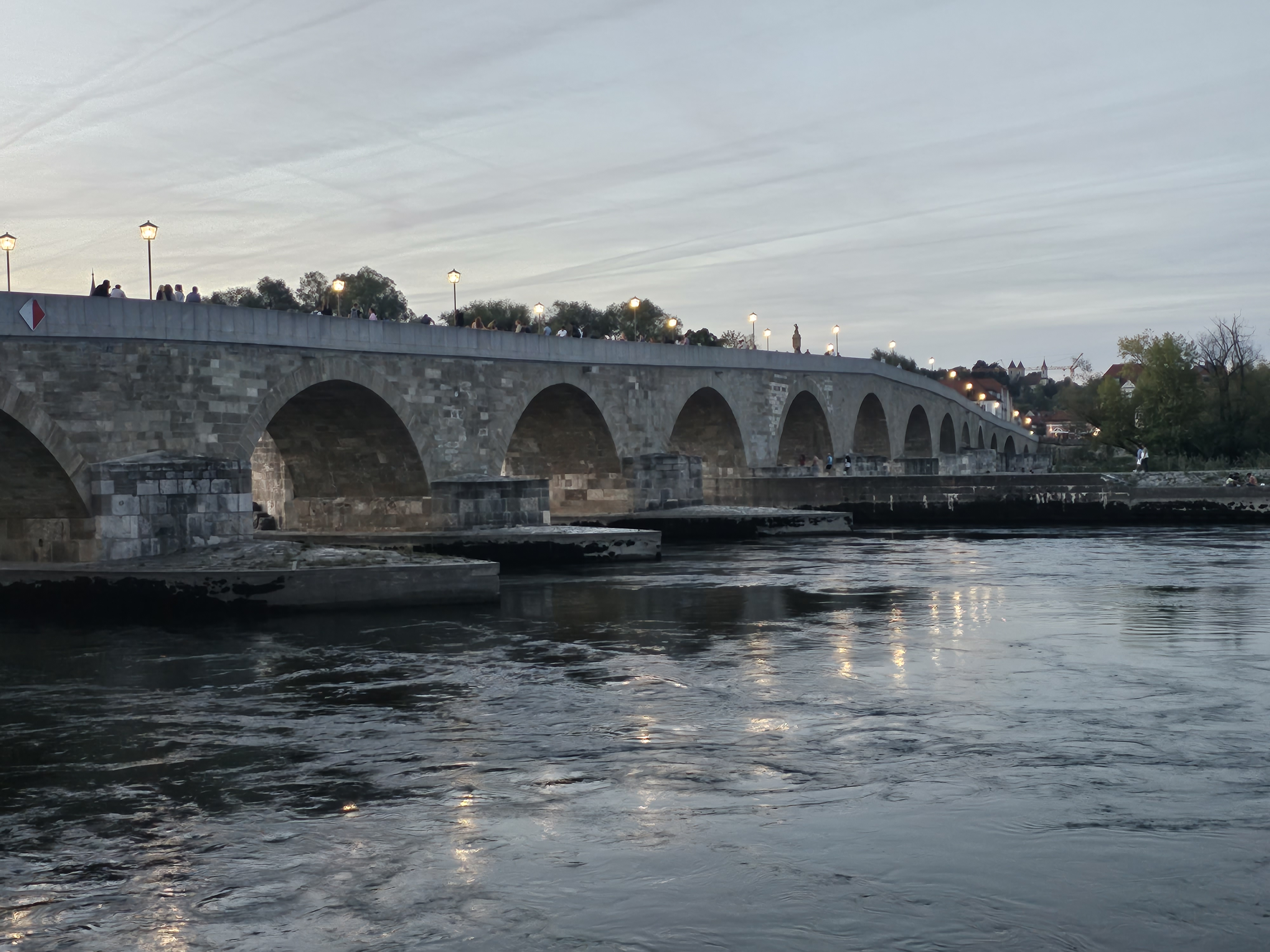
Sicht auf die Steinerne Brücke

Die historische Wurstkuchl ist eine in Regensburg neben der Steinernen Brücke gelegene Wurstbraterei, die als weltweit ältester Betrieb dieser Art gilt.
In der Zeit während des Baus der Steinernen Brücke von 1135 bis etwa 1146 soll hier bereits ein Gebäude gestanden haben, das als Baubüro, aber auch als Werkküche für die am Brückenbau beteiligten Arbeiter gedient haben könnte. In zwei Urkunden von 1378 ist ein Koch namens Konrad von der Steinernen Brücke (Chunrat der Choch vor prukk) erwähnt. Nach Fertigstellung der Brücke wurde dieses Gebäude zur „Garküche auf dem Kranchen“, das dann 1616 beim Bau des Salzstadels nach Aussage der Bauamtschronik abgebrochen wurde. Schon bald nach Errichtung des Salzstadels wurde am gleichen Ort eine neue Garküche erbaut, die als südliche Rückwand die dort verlaufende Stadtmauer nutzte. Diese Garküche ist auf einer Stadtansicht von 1626 abgebildet. 1651 wurde ein Neubau errichtet und für die Folgejahre sind auch einige Besitzer namentlich bekannt (1680 Wolf Hauser, 1807 Johann Niesler, 1812 Conrad Miezam, danach bis 1990 Familie Schricker). Im 19. Jahrhundert erfolgte die Spezialisierung der Garküche auf Bratwürste, wenngleich für die Zeit um 1900 auch noch Selchfleisch mit Kraut angeboten wurde. 1986 bei den Baumaßnahmen zur Sanierung des Salzstadels wurde auch die alte Abfallgrube der Garküche entdeckt, in der man Knochen vom Rind, Schwein, Ziege, Schaf, Hase und Geflügel fand.
Seit über 850 Jahren wird also in einer an diesem Ort bestehenden Garküche Fleisch zubereitet. Nachdem ab 1880 der Fremdenverkehr verstärkt einsetzte, wurden in der nun Historische Wurstkuchl genannten Garküche Gäste jeden Tag im Jahr mit selbst hergestellten Produkten versorgt, die über das Angebot von Bratwürsten hinausgehen. So werden z. B. im Betrieb der Historischen Wurstkuchl in der Thundorfer Straße neben den Bratwürsten der hauseigenen Metzgerei auch der Senf und das Sauerkraut selbst hergestellt.

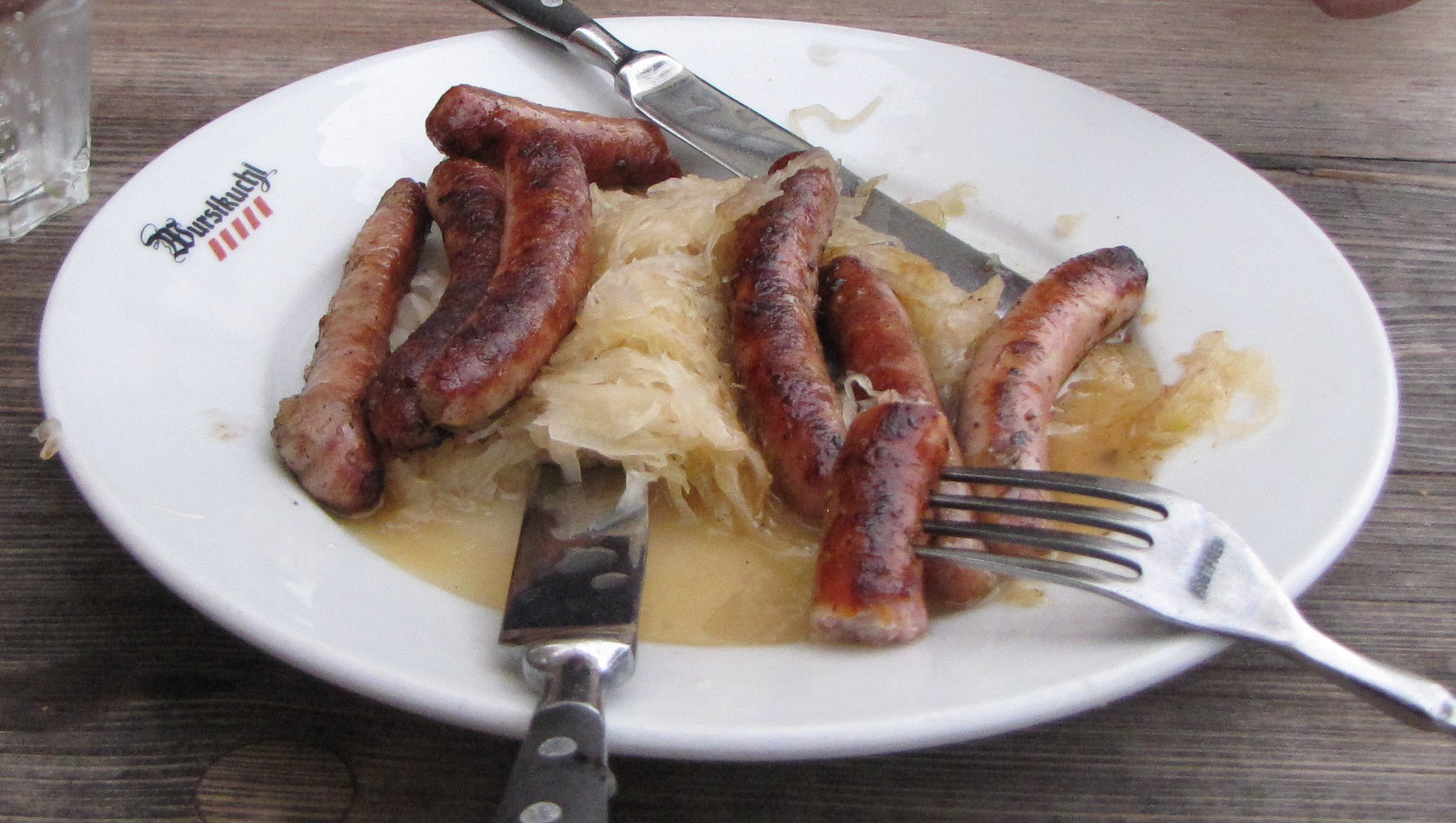
Portion Bratwürstl auf Kraut in der Historischen Wurstkuchl

Ein „Klassiker“ des Speisenangebots sind Bratwürstl auf Kraut und mit hausgemachtem süßem Senf, zusammen mit Schwarzer-Kipferln vom Regensburger Traditionsbackhaus Schwarzer.
Die Wurstkuchl war aufgrund ihrer Lage nahe der Donau seit ihrer Fertigstellung immer wieder Überflutungen ausgesetzt, was durch einige Hochwassermarken angezeigt wird. Seit 2010 kann die Wurstkuchl durch mobile Elemente vor Überflutungen geschützt werden.